# Pediatric Nephrology
Pediatric Nephrology, abgekürzt Pediatr. Nephrol., ist eine wissenschaftliche Fachzeitschrift, die vom Springer-Verlag veröffentlicht wird. Sie ist die offizielle Zeitschrift der International Pediatric Nephrology Association. Die Zeitschrift erscheint mit 12 Ausgaben im Jahr. Es werden Arbeiten veröffentlicht, die sich mit nephrologischen Erkrankungen bei Kindern beschäftigen.
Der Impact Factor lag im Jahr 2014 bei 2,856. Nach der Statistik des ISI Web of Knowledge wird das Journal mit diesem Impact Factor in der Kategorie Urologie und Nephrologie an 19. Stelle von 76 Zeitschriften und in der Kategorie Pädiatrie an 17. Stelle von 119 Zeitschriften geführt.